# 松崎鉄之介
松崎 鉄之介（まつざき てつのすけ、1918年12月10日 - 2014年8月22日）は、神奈川県出身の俳人。本名・敏雄。

## 生涯
横浜市生まれ。横浜商業専門学校（現・横浜市立大学）卒。在学中より俳句をはじめ、「馬酔木」に投句。1939年、加藤楸邨の勧めに従って大野林火に師事し、「石楠」に入会。1947年、復員後に林火の「濱」に同人として参加。1949年、東京国税局に入局。1970年、退職し銀座で税理士事務所を経営する。
1971年、俳人協会設立に参加し理事を務め、俳句文学館建設にも寄与した。1982年、林火の死去にともない「濱」主宰を継承。同年、『信篤き国』により第22回俳人協会賞受賞。同年俳人協会会長に就任。2003年、『長江』により第18回詩歌文学館賞受賞。代表句に「ただ灼けて玄奘の道つづきけり」などがあり、人柄を反映した朴訥な句風であった。
2014年8月22日、気管支喘息で死去。

## 著書
- 『鉄線 句集』浜発行所 浜叢書 1975
- 『松崎鉄之介集』俳人協会 自註現代俳句シリーズ 1978
- 『信篤き国 句集』浜発行所 浜叢書 1982
- 『自選自解松崎鉄之介句集』白凰社 現代の俳句 1986
- 『歩行者 句集』浜発行所 浜叢書 1987
- 『玄奘の道 句集』角川書店 現代俳句叢書 1988
- 『松崎鉄之介集』俳人協会 自註現代俳句シリーズ 1999
- 『中国六十年 松崎鉄之介句集』ふらんす堂文庫 2002
- 『長江 句集』角川書店 濱叢書 2002
- 『濱俳句鑑賞』梅里書房 2004
- 『黄河 松崎鉄之介句集』角川書店 2006
- 『濱俳句の系譜』梅里書房 2007
- 『東籬の菊 句集』梅里書房 2010
- 『花楷樹 句集』梅里書房 2013

編纂
- 『現代俳句の世界 12 高浜年尾・大野林火集』稲畑汀子共選 朝日文庫 1985
- 『大野林火全集』全8巻　荒井正隆、大串章共編　梅里書房、1993-94